# أليس برادي
أليس برادي (بالإنجليزية: Alice Brady )‏ (و. 1892 – 1939 م) هي ممثلة أفلام، وممثلة مسرحية أمريكية، ولدت في نيويورك، توفيت في نيويورك، عن عمر يناهز 47 عاماً، بسبب سرطان.

## جوائز وترشيحات
حصلت على جوائز منها:
- جائزة الأوسكار لأفضل ممثلة مساعدة، عن عمل: في شيكاغو القديمة.

ترشحت لـ:
- جائزة الأوسكار لأفضل ممثلة مساعدة، عن عمل: My Man Godfrey [الإنجليزية]‏ (1936)
- جائزة الأوسكار لأفضل ممثلة مساعدة، عن عمل: في شيكاغو القديمة.

## أعمالها
- امرأة وزوجة (1918)
- السكين (1918)
- سبيرز سيبيل (1918)
- المصيدة (عالم 1918)
- تحت رحمة الرجال (1918)
- محنة رشيد (1918)
- الدوامة (1918)[6][7]

## وصلات خارجية
- أليس برادي على موقع IMDb (الإنجليزية)
- أليس برادي على موقع الموسوعة البريطانية (الإنجليزية)
- أليس برادي على موقع روتن توميتوز (الإنجليزية)
- أليس برادي على موقع ألو سيني (الفرنسية)
- أليس برادي على موقع تيرنر كلاسيك موفيز (الإنجليزية)
- أليس برادي على موقع أول موفي (الإنجليزية)
- أليس برادي على موقع قاعدة بيانات برودواي على الإنترنت (الإنجليزية)
- أليس برادي على موقع قاعدة بيانات الأفلام السويدية (السويدية)
- أليس برادي على موقع إن إن دي بي (الإنجليزية)
- أليس برادي على موقع قاعدة بيانات الفيلم (الإنجليزية)